# Хилков, Иван Васильевич
Князь Иван Васильевич Хилков (1571—1654 или 9 июня 1655, Москва) — русский военный и государственный деятель, стряпчий, стольник, воевода, окольничий и боярин во времена правления Бориса Годунова, Смутное время, правление Михаила Фёдоровича и Алексея Михайловича.
Из княжеского рода Хилковы. Младший сын боярина князя Василия Дмитриевича Хилкова. Имел брата, князя Андрея Васильевича.

## Биография

### Служба в Смутное время
Князь Иван Васильевич Хилков начал службу стряпчим при дворе царя Фёдора Иоанновича. В 1605 году был отправлен из Москвы в Рязань, чтобы собирать местных дворян против Лжедмитрия I.

### Служба Михаилу Фёдоровичу
В 1613 году в чине стольник, участвовал в Земском соборе в Москве, где на царский престол был избран Михаил Фёдорович Романов. В 1615-1618 годах воевода в Костроме. В августе 1626 года вновь упомянут воеводой в Костроме, где по указной грамоте выдал поместье и вотчину. В 1627—1640 годах в Боярской книге показан московским дворянином. В 1627-1629 годах воевода в Сольвычегодске. В 1630-1631 годах воевода в Свияжске.
В апреле 1634 года упомянут объезжим головой в Московском кремле для «бережения от огней». В 1634 и 1635 годах в Золотой палате встречал турецкого, шведского и персидского, а в 1636 году — голштинского послов. В 1638 году вновь упомянут объезжим головою в Москве. В 1639-1641 годах воевода в Нижнем Новгороде. В марте 1642 и в сентябре 1643 года встречал «в сенях» турецкого посланника. В январе 1644 года встречал вторым «в сенях» Грановитой палаты датцкого королевича Вальдемара.

### Служба Алексею Михайловичу
В 1645 году упомянут несколько раз на различных мероприятиях с польскими послами. 15 августа 1647 года князь был пожалован из стольников в окольничие. 16 января 1648 года присутствовал на бракосочетании царя Алексея Михайловича с Марией Ильиничной Милославской, находился во главе участвовавших в торжестве дворян, шёл первым с ними за санями царицы и во время венчания сидел в этих санях. С этого времени неоднократно был приглашаем к государеву и патриаршему столу.
В 1651 году на Пасху, Хилков был пожалован из окольничих в бояре. Во время похода царя Алексея Михайловича против Речи Посполитой боярин князь был оставлен вторым «ведать Москву».
По одним данным, умер в 1654 году в Москве от эпидемии чумы, по другим — скончался в Москве 9 июня 1655 года.

## Семья
От брака с княгиней Офимьей Ивановной, дочерью двинского воеводы Ивана Васильевича Милюкова и Авдотьи Тимофеевны Безобразовой, которые дали в приданое поместья в Коломенском и Дмитровском уездах, а также осадный двор в Коломне имел детей:
- Князь Василий Иванович Хилков — боярин и воевода.
- Князь Андрей Иванович Хилков — комнатный стольник царя Ивана Алексеевича.
- Княжна Аксинья Ивановна — упомянута в поколенной росписи поданной в 1682 году в Палату родословных дел, жената трижды: первый Алексей Никитич Годунов, потом боярин и князь Юрий Петрович Буйносов-Ростовский, а последний боярин Илья Данилович Милославский.

## Критика
В Записных вотчинных книгах поместного приказа имелась грамота № 5983-63, где князь Иван Васильевич Хилков отделял в 1638 году своей дочери княжне Оксинье Ивановне и своему зятю князю Дмитрию Петровичу Львову приданную вотчину сельцо Орешково в Оглоблинском стане Коломенского уезда. Данная запись позволяет говорить, что у княжны Аксиньи Ивановны или был ещё муж князь Д. П. Львов или в поколенной росписи поданной в 1682 году Палату родословных дел имеются неточности.